# Oldřišov
Obec Oldřišov (německy Odersch, polsky Oldrzyszów) se nachází v okrese Opava v Moravskoslezském kraji. První písemná zmínka o obci pochází z roku 1234. Žije zde přibližně 1 500 obyvatel.
Ve vzdálenosti 7 km jižně leží město Kravaře, 7 km jihozápadně statutární město Opava, 19 km jihovýchodně město Hlučín a 22 km severozápadně město Krnov.

## Název
Jméno vesnice bylo odvozeno od osobního jména Oldřiš, varianty jména Oldřich a jeho význam byl "Oldřišův majetek". Německé Odersch vzniklo z českého nářečního Odršov.

## Historie
První písemná zmínka o obci pochází z roku 1234 a je tak jednou z nejstarších obcí na Hlučínsku.
V jihozápadní části katastru obce existovala ves Frajhuby (zanikla asi 1945).

## Osobnosti
- Barbora Malíková (* 2001) – atletka